# Bovikudden
Bovikudden är en udde i Finland. Den ligger i Ingå i landskapet Nyland, i den södra delen av landet, 50 km väster om huvudstaden Helsingfors.
Terrängen inåt land är platt. Havet är nära Bovikudden åt sydost.  Närmaste större samhälle är Ingå, 3,7 km nordväst om Bovikudden. 